# Gümüşhane
Gümüşhane là một thành phố thuộc tỉnh Gümüşhane, Thổ Nhĩ Kỳ. Thành phố có diện tích 1789 km² và dân số thời điểm năm 2007 là 37784 người, mật độ 21 người/km².

## Khí hậu
| Dữ liệu khí hậu của Gümüşhane                | Dữ liệu khí hậu của Gümüşhane | Dữ liệu khí hậu của Gümüşhane | Dữ liệu khí hậu của Gümüşhane | Dữ liệu khí hậu của Gümüşhane | Dữ liệu khí hậu của Gümüşhane | Dữ liệu khí hậu của Gümüşhane | Dữ liệu khí hậu của Gümüşhane | Dữ liệu khí hậu của Gümüşhane | Dữ liệu khí hậu của Gümüşhane | Dữ liệu khí hậu của Gümüşhane | Dữ liệu khí hậu của Gümüşhane | Dữ liệu khí hậu của Gümüşhane | Dữ liệu khí hậu của Gümüşhane |
| Tháng                                        | 1                             | 2                             | 3                             | 4                             | 5                             | 6                             | 7                             | 8                             | 9                             | 10                            | 11                            | 12                            | Năm                           |
| -------------------------------------------- | ----------------------------- | ----------------------------- | ----------------------------- | ----------------------------- | ----------------------------- | ----------------------------- | ----------------------------- | ----------------------------- | ----------------------------- | ----------------------------- | ----------------------------- | ----------------------------- | ----------------------------- |
| Cao kỉ lục °C (°F)                           | 14.8 (58.6)                   | 18.0 (64.4)                   | 24.0 (75.2)                   | 29.0 (84.2)                   | 32.6 (90.7)                   | 36.2 (97.2)                   | 41.0 (105.8)                  | 41.1 (106.0)                  | 37.0 (98.6)                   | 32.0 (89.6)                   | 22.1 (71.8)                   | 19.2 (66.6)                   | 41.1 (106.0)                  |
| Trung bình ngày tối đa °C (°F)               | 3.4 (38.1)                    | 5.7 (42.3)                    | 10.3 (50.5)                   | 16.2 (61.2)                   | 21.2 (70.2)                   | 25.4 (77.7)                   | 28.7 (83.7)                   | 29.5 (85.1)                   | 25.6 (78.1)                   | 19.5 (67.1)                   | 10.7 (51.3)                   | 5.2 (41.4)                    | 16.8 (62.2)                   |
| Trung bình ngày °C (°F)                      | −1.4 (29.5)                   | −0.2 (31.6)                   | 4.0 (39.2)                    | 9.2 (48.6)                    | 13.6 (56.5)                   | 17.3 (63.1)                   | 20.3 (68.5)                   | 20.6 (69.1)                   | 16.8 (62.2)                   | 11.8 (53.2)                   | 4.9 (40.8)                    | 0.6 (33.1)                    | 9.8 (49.6)                    |
| Tối thiểu trung bình ngày °C (°F)            | −5.2 (22.6)                   | −4.8 (23.4)                   | −0.9 (30.4)                   | 3.4 (38.1)                    | 7.4 (45.3)                    | 10.9 (51.6)                   | 13.8 (56.8)                   | 14.2 (57.6)                   | 10.3 (50.5)                   | 6.3 (43.3)                    | 0.5 (32.9)                    | −3.0 (26.6)                   | 4.4 (39.9)                    |
| Thấp kỉ lục °C (°F)                          | −23.6 (−10.5)                 | −25.7 (−14.3)                 | −22.6 (−8.7)                  | −11.0 (12.2)                  | −2.8 (27.0)                   | 1.8 (35.2)                    | 4.5 (40.1)                    | 4.9 (40.8)                    | −1.0 (30.2)                   | −4.8 (23.4)                   | −15.0 (5.0)                   | −21.0 (−5.8)                  | −25.7 (−14.3)                 |
| Lượng Giáng thủy trung bình mm (inches)      | 35.0 (1.38)                   | 33.4 (1.31)                   | 46.7 (1.84)                   | 59.0 (2.32)                   | 68.3 (2.69)                   | 46.2 (1.82)                   | 14.0 (0.55)                   | 14.2 (0.56)                   | 25.2 (0.99)                   | 46.1 (1.81)                   | 41.9 (1.65)                   | 35.9 (1.41)                   | 465.9 (18.34)                 |
| Số ngày giáng thủy trung bình                | 12.07                         | 11.80                         | 14.00                         | 15.50                         | 17.00                         | 11.53                         | 4.63                          | 4.67                          | 7.23                          | 10.33                         | 10.10                         | 11.77                         | 130.6                         |
| Số giờ nắng trung bình tháng                 | 31.0                          | 104.5                         | 142.6                         | 177.0                         | 223.2                         | 261.0                         | 303.8                         | 285.2                         | 225.0                         | 161.2                         | 63.0                          | 31.0                          | 2.008,5                       |
| Số giờ nắng trung bình ngày                  | 1.0                           | 3.7                           | 4.6                           | 5.9                           | 7.2                           | 8.7                           | 9.8                           | 9.2                           | 7.5                           | 5.2                           | 2.1                           | 1.0                           | 5.5                           |
| Nguồn: Cơ quan Khí tượng Nhà nước Thổ Nhĩ Kỳ |                               |                               |                               |                               |                               |                               |                               |                               |                               |                               |                               |                               |                               |